# ФК Оборище (Панагюрище)
Оборище е български футболен клуб от град Панагюрище. Създаден е през 1925 година. Участва във Втора професионална футболна лига, за където спечели промоция за първи път в своята история през сезон 2014/15. Оборище играе мачовете си на стадион „Орчо Войвода“, който е с капацитет от 3000 места.

## История
Клубът е основан през 1925 г. под името Априлски юнак. През 1945 г. е преименуван на Средногорец, а четири години по-късно на Динамо. От 1957 г. до 1999 г. отборът се нарича Оборище, след което за 6 години е преименуван на Тракия.
„Оптикоелектрон“ (Панагюрище) е преименуван на „Оборище“ преди началото на първенството 1981/82 .
От 2005 г. е върнато настоящото име на клуба. В първите 90 години от историята си Оборище не записва участие в А група или Б група, като сред успехите са няколко сезона в третия ешелон.
През сезон 2014/15 г. Оборище завършва на 1-во място в Югозападната В група и печели историческа промоция за Б група.

## Наименования
- Априлски юнак (1925 – 1945)
- Средногорец (1945 – 1949)
- Динамо (1949 – 1957)
- Оптикоелектрон (? – 1982)
- Оборище (1957 – 1999)
- Тракия (1999 – 2005)
- Оборище (от 2005...)

## Успехи
- Б Група:
  - 10-о място – 2015/16

## Настоящ състав
Към 1 февруари 2018 г.

## Известни футболисти
| - Сотир Иванов - Иван Митов - Ангел Иванов - Ангел Михлюзов | - Васкен Саркисян - Коста Аргиров - Кочо Иванов - Павел Костов | - Павел Цацов - Танчо Калпаков - Ганчо Евтимов - Васил Гърков | - Гриша Иванов - Борис Благоев - Йордан Линков - Велко Христев | Илия Новаков Тренко Дудов Стоян Томов Георги Кючуков |

## Сезони
| Сезон     | Име     | Група           | Място | Нац. Купа   |
|           |         |                 |       |             |
| 2007 – 08 | Оборище | А ОФГ Пазарджик | 14    | не участва  |
| 2008 – 09 | Оборище | А ОФГ Пазарджик | 6     | не участва  |
| 2009 – 10 | Оборище | А ОФГ Пазарджик | 8     | не участва  |
| 2010 – 11 | Оборище | А ОФГ Пазарджик | 2     | не участва  |
| 2011 – 12 | Оборище | В Група         | 4     | не участва  |
| 2012 – 13 | Оборище | В Група         | 5     | не участва  |
| 2013 – 14 | Оборище | В Група         | 3     | 1/16 финали |
| 2014 – 15 | Оборище | В Група         | 1     | не участва  |
| 2015 – 16 | Оборище | Б Група         | 10    | 1/16 финали |
| 2016 – 17 | Оборище | Втора лига      | 11    | 1/8 финали  |
| 2017-18   | Оборище | Втора лига      | 14    | 1/16 финали |
| 2018-19   | Оборище | Трета лига      | 2     | не участват |
| 2019-20   | Оборище | Трета лига      | 5     | не участват |